# Dermanyssoidea
Dermanyssoidea é uma superfamília de ácaros que inclui a maioria das espécies que parasitam vertebrados.

## Taxonomia
A superfamília Dermanyssoidea inclui as seguintes 21 famílias:
- Dasyponyssidae
- Dermanyssidae
- Entonyssidae
- Haemogamasidae
- Halarachnidae
- Hirstionyssidae
- Hystrichonyssidae
- Ixodorhynchidae
- Laelapidae
- Larvamimidae
- Leptolaelapidae
- Macronyssidae
- Manitherionyssidae
- Omentolaelapidae
- Pneumophionyssidae
- Raillietiidae
- Rhinonyssidae
- Spelaeorhynchidae
- Spinturnicidae
- Trichoaspididae
- Uronyssidae
- Varroidae